# Belchamp Otten
Pour les articles homonymes, voir Belchamp et Otten.
Belchamp Otten est un village et une paroisse civile de l'Essex, en Angleterre.